# Volkert Simon Maarten van der Willigen
Volkert Simon Maarten van der Willigen (Rockanje, 1822. május 9. – Haarlem, 1878. február 19.) vagy latinos formában Volcardus Simon Martinus van der Willigen holland matematikus, fizikus, tanár.

## Életútja
Johannes van der Willigen (1777–1857) lelkész  és Gerarde Maria Elsabé Bodde (1795–1865) fiaként látta meg a napvilágot. A holland hazafi és író, Adriaan van der Willigen unokatestvére volt. Tanulmányait a Hoogeschool Leidenben végezte 1847-ben. Disszertációjának címe ''De aberratione lucis (A fény aberrációiról) volt. Ezt követően az amszterdami latin iskola tanára lett. 1848-ban a deventeri Athenaeum Illustre matematika, fizika és filozófia professzora lett. Hivatalát az Over natuur- en sterrekundig onderzoek (A fizikai és csillagászati kutatásról) című értekezésével foglalta el. 1857-ben a Királyi Tudományos Akadémia (hollandul: Koninklijke Nederlandse Akademie van Wetenschappen) tagka lett.
Amikor 1864-ben felszámolták a deventeri Athenaeumot, a haarlemi Teylers Múzeum fizikai gyűjteményének fenntartójává nevezték ki. Elődje, Jacob Gijsbertus Samuël van Breda kilenc hónappal érkezése előtt hagyta el a múzeumot. Van Bredával ellentétben nem kapta meg a paleontológiai és mineralógiai gyűjtemény kezelését is. A Teylers Múzeumnál töltött idő alatt ötvenegy cikkek publikált.
Tudósként Van der Willingen jelentős kutatásokat végzett a fizikai mértékegységek terén, megpróbálta felhasználni a fény hullámhosszát egy állandó távolság mértékegység meghatározására. Erre nagy szükség volt, hiszen a távolság alapegységét a Föld kerületének felhasználásával határozták meg és ez számos hibát eredményezett. A holland akadémia biztatására már 1851-ben elkezdtek foglalkozni a fény hullámhosszának esetleges felhasználásával a távolságmérés területén. Felbuzdulva ezen, illetve olvasva a svéd tudós Anders Ångström 1855-ben erről a témáról megjelent értekezését,  Van der Willigen úgy döntött, hogy először megpróbálja meghatározni a fény törésmutatóját és hullámhosszát.
A múzeum belső udvarában 1866–1867-ben egy csillagvizsgálót építtetett, amelyet korszerű mérőeszközökkel szerelt fel. Nem csak a fény vizsgálatával foglalkozott, hanem utolsó éveiben a hang tulajdonságai is érdekelték, s erről több előadást is tartott a múzeumban.
Van der Willingen jelentős szereplője volt a haarlemi társasági életnek. 1864-től 1878-ig városi tanácsos volt.